# François de Saluces
François de Saluces (en italien : Francesco del Vasto ou Francesco di Saluzzo), né à Saluces le 13 février 1498 mort le 28 mars 1537) est un homme de guerre italien au service du roi de France François Ier. 

## Biographie
Troisième fils du marquis Ludovic II de Saluces et de son épouse Marguerite de Foix-Candale, François est élevé comme ses frères à la cour de France, où il est Capitaine de 50 hommes d'armes de juillet 1527 à mai 1536. Conseiller d'État le 10 novembre 1528, il est le troisième et dernier Gouverneur d'Asti le 23 novembre 1529 avant que le comté soit attribué définitivement à l'Espagne par la Paix des Dames. 
Il succède à son frère Jean-Ludovic de Saluces comme  marquis de Saluces et reçoit l'investiture du roi le 29 juin 1529. Il trahit François Ier  au profit de Charles Quint qui lui donne à son tour l'investiture le 4 juillet 1536. Les armées du roi de France  envahissent le marquisat et le déposent en 1537. Il est tué lors du siège de Carmagnole par les Français le 28 mars 1537. Il meurt lui aussi sans alliance et sans postérité légitime et le Marquisat revient à son dernier frère Gabriel de Saluces.